# Oreoglanis siamensis
Oreoglanis siamensis é uma espécie de peixe da família Sisoridae.
É endémica da Tailândia.